# Lásky čas
Lásky čas (v anglickém originále originále About Time) je britská filmová komedie z roku 2013 od režiséra Richarda Curtise. Film měl ve Spojeném království premiéru 27. června 2013 a v Česku 7. listopadu 2013. 

## Obsazení
| Domhnall Gleeson  | Tim     |
| Rachel McAdamsová | Mary    |
| Bill Nighy        | Dad     |
| Lydia Wilson      | Kit Kat |
| Lindsay Duncan    | Mum     |